# ŽBK Kairat Alma-Ata
Zjenskij Basketbolnyj kloeb Kairat Alma-Ata (Russisch: Баскетбольный клуб Кайрат Алма-Ата) was een professionele basketbalclub uit Alma-Ata (Kazachstan).

## Geschiedenis
In 1960 werd Boerevestnik opgericht. In 1972 veranderde de naam in Universitet. In 1990 kreeg het weer haar oude naam Boerevestnik. In 1991 kreeg de club een nieuwe naam, Kairat. Het team speelde in de lagere divisies tot 1971. Sindsdien speelde ze op het hoogste niveau. In 1986 haalde het team een vijfde plaats om het Landskampioenschap van de Sovjet-Unie. In 1992 haalde de club een vierde plaats om het Landskampioenschap van de het GOS. In 1992 hield de club op te bestaan.

## Resultaten

### Staafdiagram
Het cijfer in iedere staaf is de bereikte positie aan het eind van de competitie.
| 12 |

| 13 |

| 8 |

| x² |

| 12 |

| 14 |

| 6 |

| 2 |

| 9 |

| 6 |

| 8 |

| 7 |

| 8 |

| 7 |

| 10 |

| 6 |

| 8 |

| 10 |

| 10 |

| 9 |

| 9 |

| 8 |

| 5 |

| 9 |

| 11 |

| 10 |

| 8 |

| 9 |

| 4 |

| Landskampioen Sovjet-Unie           |
| Landskampioen Sovjet-Unie B Divisie |
| Landskampioen GOS                   |

| Landskampioen Sovjet-Unie           |
| Landskampioen Sovjet-Unie B Divisie |
| Landskampioen GOS                   |

² In 1956, 1959, 1963 en 1967 werd er gespeeld door steden teams en nationale teams van de SSR

## Bekende (oud)-spelers
- -- Viktoria Demjanskaja
- - Galina Koedrevatova
- - Galina Magidson
- - Irina Gerlits
- - Nadezjda Olchova
- -- Valentina Solomeeva

## Bekende (oud)-coaches
- - Vladilen Morstjinin
- - Nikolaj Toenda (1969-1974)
- - Sjora Joemasjev